# Dziennik Polski i Dziennik Żołnierza

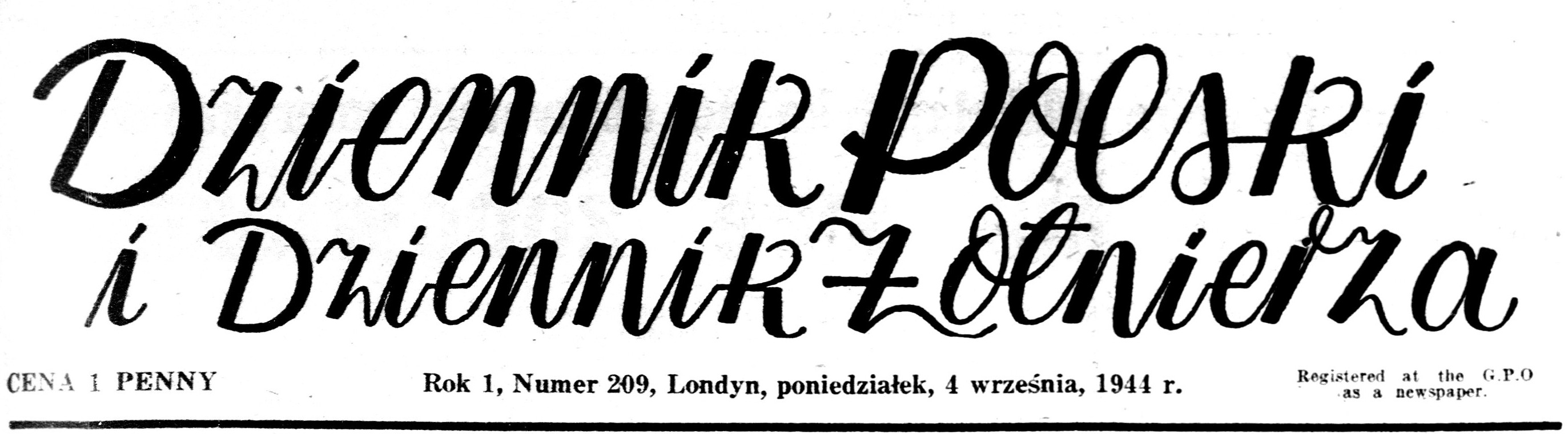
Winieta z 1944 r.

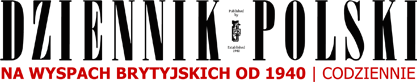
Winieta z 2011 r.

„Dziennik Polski i Dziennik Żołnierza” („The Polish Daily & Soldier’s Daily”) − najpopularniejsze pismo informacyjne emigracji polskiej w Wielkiej Brytanii.
Pismo powstało w lipcu 1940 w Londynie i do 1943 ukazywało się pod tytułem „Dziennik Polski”. Od 1 stycznia 1944 został połączony z „Dziennikiem Żołnierza”, który był dziennikiem I Korpusu Polskiego i był wydawany w Glasgow w latach 1940–1943. Do 1945 organ rządu polskiego na uchodźstwie. Od 1968 wydawany jest przez Polską Fundację Kulturalną.

## Historia
Pierwszy numer „Dziennika Polskiego” ukazał się 12 lipca 1940 roku w niespełna trzy tygodnie po przybyciu do Londynu prezydenta, premiera i rządu – po pierwszym posiedzeniu Rady Ministrów. Pismo to było oficjalnym organem rządu polskiego. W okresie wojennym reprezentowało stanowisko rządu, drukowało oświadczenia i wystąpienia ministrów oraz komunikaty. Wiernie oddawało kolejne wydarzenia wojenne, stało się historyczną kroniką takich chociażby wydarzeń jak odkrycie grobów oficerów polskich pomordowanych w Katyniu w 1943 roku, śmierci gen. Sikorskiego czy konferencja w Teheranie, której postanowienia były wstępnym porozumieniem trzech mocarstw co do sprawy Polski, bez wiedzy Rządu RP w Londynie. „Dziennik” informował o sprawach w okupowanej Polsce, przynosił wiadomości ze świata. Publikował bieżące informacje ułatwiające codzienne życie osiedlającym się tutaj Polakom, którzy w większości nie znali jeszcze języka angielskiego.
W końcu grudnia 1943 roku „Dziennik Polski” zostaje rozwiązany. W tym samym czasie ulega rozwiązaniu także „Dziennik Żołnierza” – gazeta wychodząca w Szkocji. Od 1 stycznia 1944 roku ukazuje się gazeta pod nowym tytułem „Dziennik Polski i Dziennik Żołnierza”, która pod tą nazwą wychodzi do dziś.
Linia polityczna gazety była wypadkową sytuacji politycznej – podyktowała ją konieczność ustosunkowania się do postanowień jałtańskich i cofnięcia uznania Rządowi RP w Londynie, ustanowienia nowego podziału sił w Europie, w którym Polska stała się domeną Związku Sowieckiego.
Miliony Polaków rozproszonych po całej Europie stanęło przed pytaniem: co dalej? Przed podobnym pytaniem stanął „Dziennik Polski i Dziennik Żołnierza”, dotychczas oficjalna gazeta rządu. W nowej sytuacji podjęto decyzję o przekazaniu „Dziennikowi” jednorazowego funduszu na dalsze wydawanie pisma. Pieniądze na dalsze utrzymanie gazety przekazano radzie powierniczej „Dziennika”.

### Po wojnie
Po zakończeniu wojny dla „Dziennika” rozpoczął się nowy okres. Zmieniła się treść gazety, która do tej pory zajmowała się przede wszystkim polityką. Została zorganizowana sieć korespondentów terenowych, którzy dostarczali wiadomości z wydarzeń w ich miejscach zamieszkania i okolicy.
W okresie powojennym gazeta wydawana była w nakładzie sięgającym 30 tys. egz., dzięki któremu codzienne pismo wydawane w Londynie mogło dotrzeć do większych skupisk Polaków w Wielkiej Brytanii i poza nią. „Dziennik” prenumerowano na wszystkich kontynentach. Wokół gazety skupiła się stała grupa autorów. Popularność gazety wpłynęła na podjęcie decyzji w 1959 roku o wydaniu społeczno-kulturalnego „Tygodnia Polskiego”.
Dziennik stał się kroniką życia Polaków w Wielkiej Brytanii, wiele miejsca zajmowało w nim życie społeczne i kulturalne emigracji wojennej. Gazeta pisała również o wydarzeniach w Polsce. Dzięki „Dziennikowi” czytelnikowi polskiemu wiadomo było o protestach robotniczych w 1956 roku, wystąpieniach studenckich z 1968 roku, wydarzeniach na wybrzeżu w 1970 roku, czerwcu 1976, wreszcie o powstaniu ruchu „Solidarności” w latach osiemdziesiątych. 

### Czasy współczesne
Po upadku komunizmu, kiedy zakończył się etos niepodległościowy, a w konsekwencji emigracja polityczna przestała istnieć „Dziennik Polski” przeistoczył się bardziej w gazetę informacyjną, polonijną, nadal jednak pozostaje zaangażowany w sprawy polskie – krajowe.
Wraz z wejściem Polski do Unii Europejskiej rola „Dziennika” także uległa zmianie: gazecie przypadł nowy obowiązek wobec setek tysięcy Polaków, przyjeżdżających do Wielkiej Brytanii.
Nowa misja gazety zbiegła się kryzysem finansowym, na który złożyła się nieodpowiedzialna gospodarka finansowa, zapoczątkowana w 2004 r. W czerwcu 2005 r. zamknięto Tydzień Polski, który wszedł na rynek w nowej szacie graficznej 6 miesięcy wcześniej. We wrześniu 2005 wysunięto wniosek o likwidację „Dziennika Polskiego” i Polskiej Fundacji Kulturalnej wobec katastrofalnej sytuacji finansowej. Miesiąc później ustąpił dotychczasowy zarząd powierników i ukonstytuował się nowy, który ciesząc się zaufaniem społecznym otrzymał fundusze od Stowarzyszenia Polskich Kombatantów PAFT-u i innych organizacji, by utrzymać pismo na rynku.
„Dziennik” kontynuuje swoją misję na Wyspach, jest forum dla życia społecznego i kultury polskiej. Troszczy się o dorobek emigracji, o jej tradycje. Jest jedyną codzienną gazetą polonijną ukazującą się w Europie Zachodniej nieprzerwanie od 68 lat. Dla najstarszych Polaków jest niezastąpionym źródłem informacji o wydarzeniach. Dla młodej Polonii – forum wymiany poglądów, medium, na łamach którego polscy specjaliści mieszkający w UK dzielą się doświadczeniem. Z myślą o młodej polskiej emigracji powstała nowa inicjatywa gazety – dodatek Finanse i nieruchomości, co dwa tygodnie goszczący na łamach Dziennika. W nim zaś – porady, projekty domów i wnętrz, informacje z rynku nieruchomości, komentarze specjalistów bankowych.
Gazeta, zgodnie z duchem tradycji, wspiera lokalne inicjatywy kulturalne, społeczne i biznesowe, jest miejscem spotkań młodych literatów, artystów, biznesmenów, nauczycieli. Dziennik jest patronem medialnym imprez organizowanych przez Polaków w Wielkiej Brytanii, sam również jest animatorem spotkań Polonii. Nagrody Człowieka Roku, loterie, spektakle teatralne i koncerty muzyki poważnej wpisały się w działalność gazety na polu kultury emigracyjnego środowiska w Londynie. Pismo nieprzerwanie od lat wspierają Konsulat Generalny RP, Ambasada Polska w Londynie, a także czytelnicy, wśród których szczególne miejsce zajmują ostatni prezydent II RP Ryszard Kaczorowski, prezesi i przewodniczący polonijnych organizacji – tych z kilkudziesięcioletnim i kilkuletnim stażem działalności. Niewielki skład redakcyjny Dziennika tygodniowo przygotowuje blisko sto stron pisma, które każdego dnia trafia do domów kilku tysięcy prenumeratorów i do punktów sprzedaży blisko 2,5 tys. sklepów w Zjednoczonym Królestwie.